# Amt Nordhalben

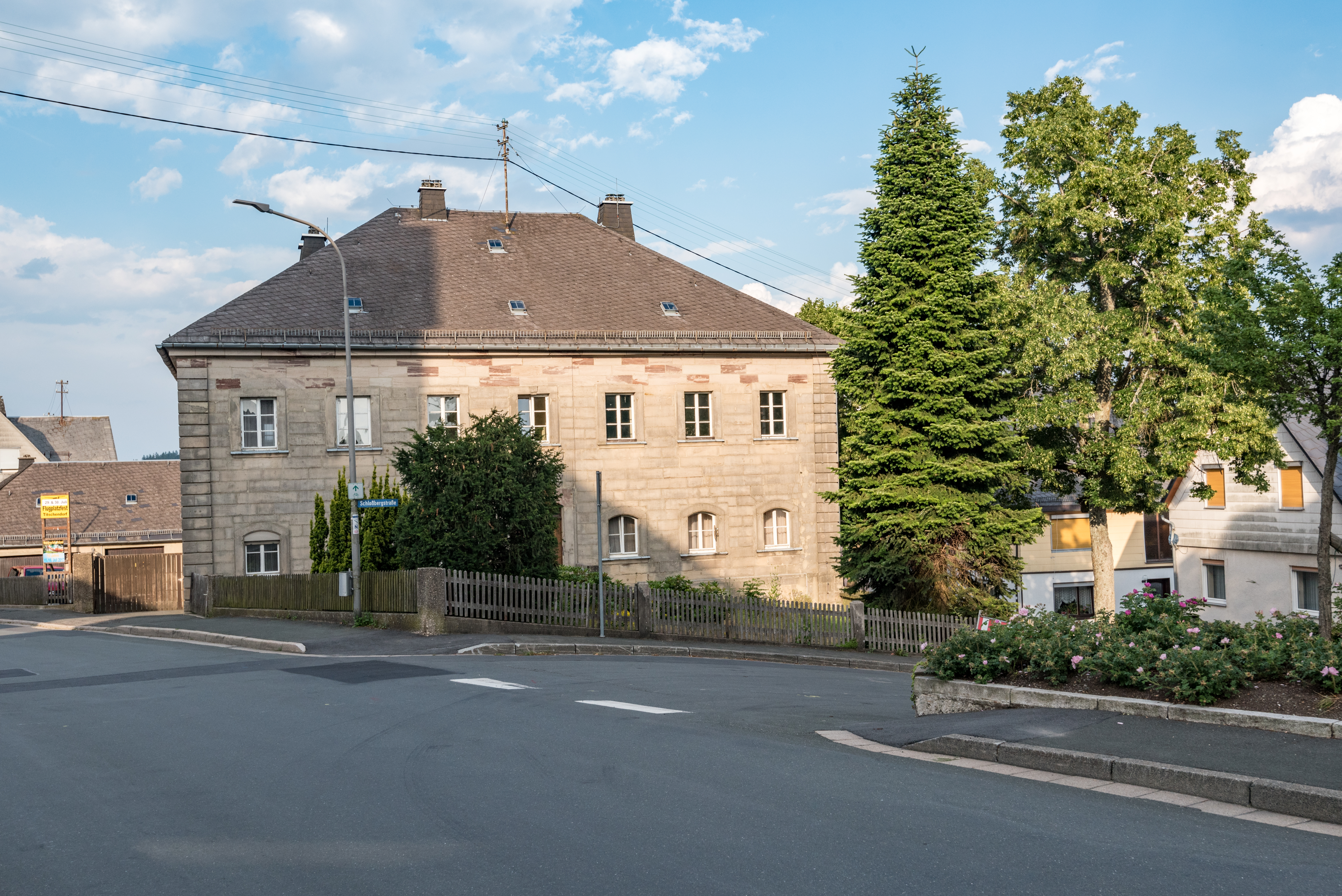
Das frühere Amtshaus von Nordhalben, der ehemalige Verwaltungssitz des Amtes Nordhalben

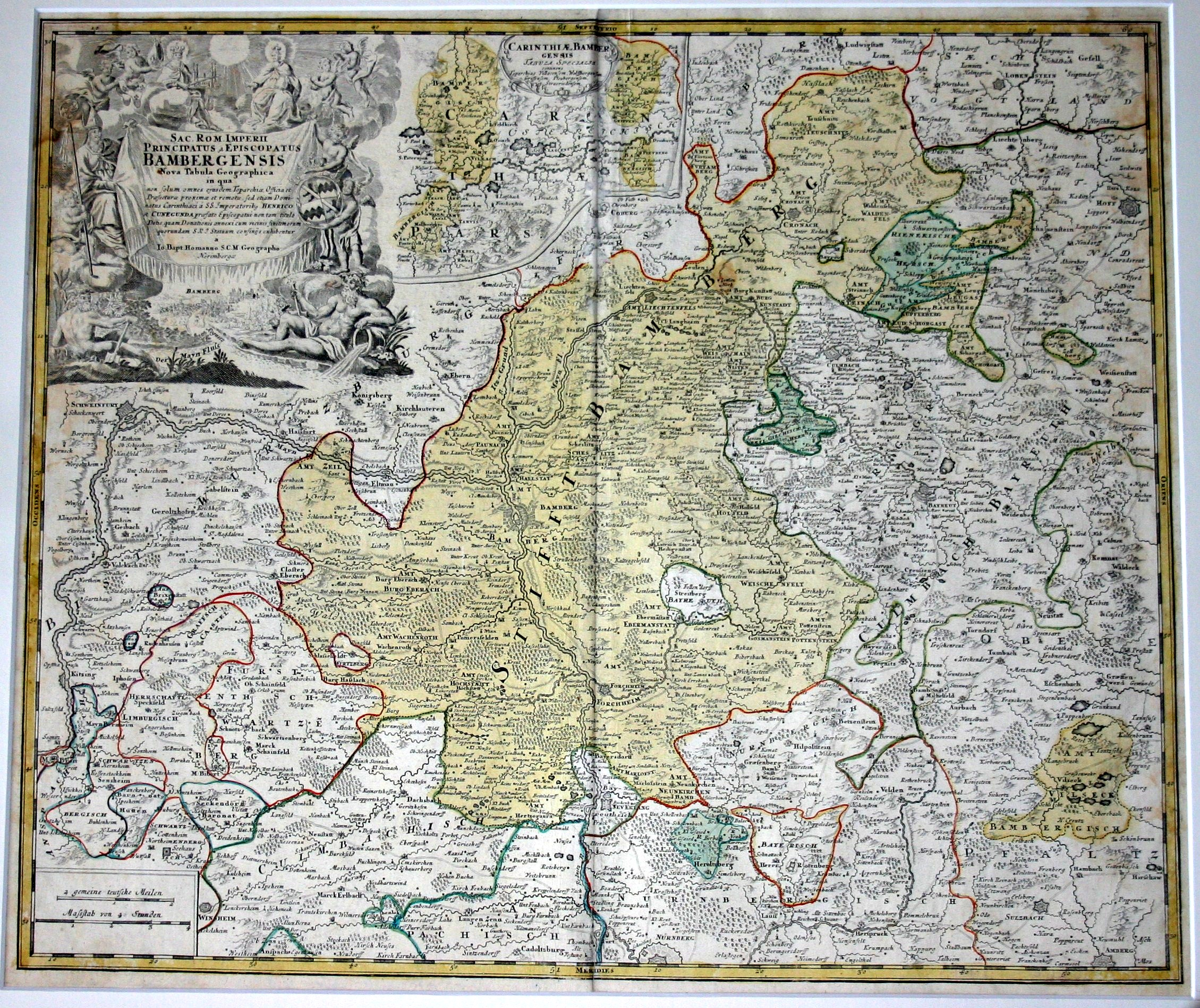
Das Territorium des Hochstift Bamberg mit Nordhalben im äußersten Nordosten

Das Amt Nordhalben war ein Verwaltungsgebiet des Hochstiftes Bamberg, eines reichsunmittelbaren Territoriums im Heiligen Römischen Reich. Das dem Fränkischen Reichskreis zugeordnete Hochstift Bamberg war ein geistliches Fürstentum, das bis 1802 existierte.

## Geografie
Das im Nordosten des Bamberger Herrschaftsgebietes gelegene Amt war eines der kleineren hochstiftischen Ämtern. Es lag im nordöstlichen Bereich einer großen bambergischen Exklave, deren Hauptort die Stadt Kronach war. Seine bambergischen Nachbargebiete waren das Amt Teuschnitz im äußersten Nordwesten, das Amt Kronach im Westen und das Amt Wallenfels im Südosten. Fremdherrische Nachbarterritorien waren das zum Fürstentum Bayreuth gehörende Amt Lichtenberg im Osten und die Grafschaft Grafschaft Reuß-Ebersdorf im Nordosten.

## Geschichte
Das Gebiet des späteren Amtes Nordhalben bildete während des Spätmittelalters ein Kondominat, das der gemeinsamen Herrschaft der Bamberger Bischöfe und der Vögte von Gera unterstand. Nach dem Aussterben der Geraer Vögte in der Mitte des 16. Jahrhunderts beanspruchten die Burggrafen von Meißen als deren Erben den bisherigen Anteil an dem Kondominat. Die Bamberger Bischöfe konnten sich demgegenüber jedoch mit ihrer Rechtsauffassung durchsetzen und den Geraer Kondominiatsanteil als heimgefallenes Lehen für sich behaupten. Das vom Hochstift nun vollständig beherrschte Nordhalbener Gebiet bildete in der Folgezeit in seinen bereits im Jahr 1356 definierten Außengrenzen ein eigenes bambergisches Amt. Die Existenz des Amtes endete erst zu Beginn des 19. Jahrhunderts, nachdem das Hochstift Bamberg durch das Kurfürstentum Pfalzbaiern annektiert worden war.

## Struktur
Die Verwaltung des Amtes Nordhalben bestand aus einem Vogteiamt, einem Steueramt und einem Centamt.

### Amtssitz
Der Verwaltungssitz aller Ämter befand sich im Marktort Nordhalben.

### Amtspersonal
An der Spitze der Amtsverwaltung stand ein Vogt, der zugleich auch als Centrichter und Steuereinnehmer fungierte. Zum Amtspersonal gehörten zudem ein Amts- und ein Centknecht. Darüber hinaus gab es in dem lediglich unter mittelbarer bambergischen Herrschaft stehenden Nordhalben auch vier Bürgermeister und acht Ratsverwandte.

### Vogteiamt
Das Vogteiamt Nordhalben war eines der 54 Vogteiämter des Hochstiftes Bamberg. Sein Vogteibezirk umfasste die gesamte Dorfmarkung von Nordhalben, wozu neben diesem Marktort auch die folgende Ortschaften gehörten:

Der Weiler Buckenreuth sowie die Einöden Fichteramühle (abgegangener Hof am linken Ufer der Nordhalbener Ködel), Ködelberg, Neumühle, Regberg, Rüblesgrund, Stengelshof, Streitmühle (abgegangener Hof am rechten Ufer der Rodach) und Wetthof.
Markt Nordhalben stand als Mediat lediglich unter mittelbarer Herrschaft des Hochstiftes Bamberg, die Dorf- und Gemeindeherrschaft wurde gemeinsam von diesem Marktort und dem Vogteiamt Nordhalben ausgeübt. Die vollen vogtei- und grundherrschaftlichen Rechte übte das Vogteiamt nur in denjenigen Besitzungen aus, die sich im direkten Eigentum des Hochstiftes befanden. Diese Rechte wurden auch in den Einöden Fichteramühle und Streitmühle vollständig wahrgenommen, in allen anderen Ortschaften in der Nordhalbener Dorfmarkung wurde die Vogteiliche Obrigkeit hingegen gemeinschaftlich ausgeübt.

### Centamt
Das Centamt Nordhalben war eines der 29 Centämter des Hochstiftes Bamberg. Sein Hochgerichtsbezirk war identisch mit dem gesamten Vogteibezirk des Amtes Nordhalben.

### Steueramt
Das Steueramt Nordhalben war eines der 46 Steuerämter des Hochstiftes Bamberg. Der räumliche Wirkungsbereich des Steueramtes war deckungsgleich mit dem des Nordhalbener Vogteiamtes.
Die wirtschaftliche Bedeutung des Amtes für das Hochstift Bamberg war relativ gering, es wurde daher als Amt I. Klasse (von 5) geführt. Die Steuererträge des Steueramtes betrugen im Durchschnitt in der Amtszeit von Peter Philipp von Dernbach (1672–1683) 424 und in der Amtszeit von Marquard Sebastian Schenk von Stauffenberg (1683–1693) 530 fränkische Gulden pro Jahr.

## Persönlichkeiten
- Jos. Michael Meisner (Vogt bis 1803)[21]